# Epi

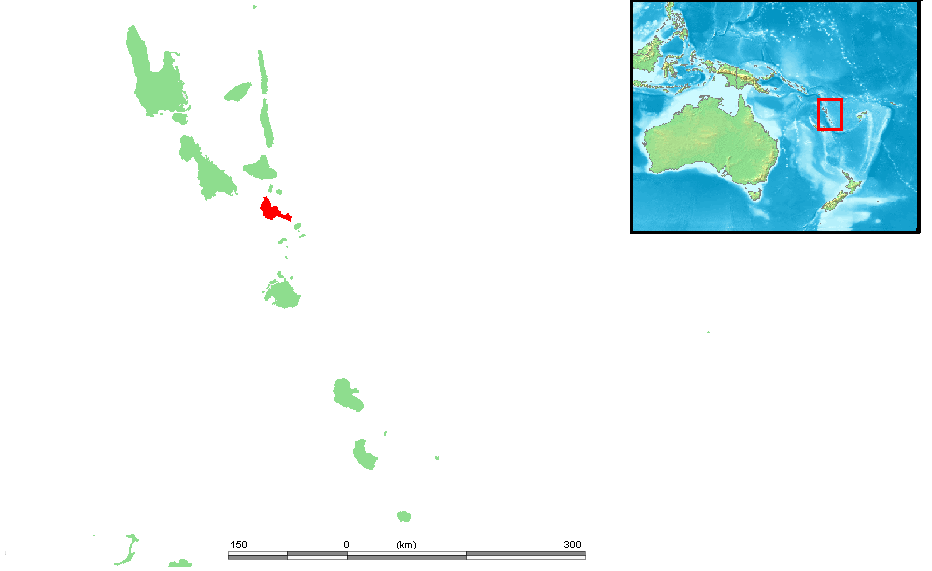
Localização de Epi, em Vanuatu

Epi é uma ilha de Vanuatu, com 444 km² de área. Fica situada no Oceano Pacífico, a norte da ilha Éfaté. Atinge 851 m de altitude máxima e possui produção de copra e cacau.